# 高安乡
高安乡，是中华人民共和国广西壮族自治区来宾市兴宾区下辖的一个乡镇级行政单位。

## 行政区划
高安乡下辖以下地区：
高安村、翁尧村、鳌塘村、高台村、杨村、高连村、依滩村和黔江示范牧场生活区。